# Seniukî, Ripkî
Seniukî (în ucraineană Сенюки) este un sat în comuna Petruși din raionul Ripkî, regiunea Cernihiv, Ucraina.

## Demografie
Componența lingvistică a localității Seniukî
     Ucraineană (98,33%)
     Rusă (1,67%)
Conform recensământului din 2001, majoritatea populației localității Seniukî era vorbitoare de ucraineană (98,33%), existând în minoritate și vorbitori de rusă (1,67%).